# Lichères
Lichères is een gemeente in het Franse departement Charente (regio Nouvelle-Aquitaine) en telt 85 inwoners (2009). De plaats maakt deel uit van het arrondissement Confolens.

## Geografie
De oppervlakte van Lichères bedraagt 5,1 km², de bevolkingsdichtheid is dus 16,7 inwoners per km².
De onderstaande kaart toont de ligging van Lichères met de belangrijkste infrastructuur en aangrenzende gemeenten.

## Demografie
Onderstaande figuur toont het verloop van het inwonertal (bron: INSEE-tellingen).